# Saltara
Saltara – była gmina i od 1 stycznia 2017 r. jedna z frakcji (wł. frazioni) gminy Colli al Metauro we Włoszech, w regionie Marche, w prowincji Pesaro i Urbino.
Saltara często gości na kolarskiej mapie Włoch, kiedy to przez jej terytorium przebiegają trasy prestiżowych włoskich wyścigów kolarskich, m.in. Settimana Tricolore (2003), Tirreno-Adriático (2005), Giro d’Italia (2006).
Według danych na rok 2004 gminę zamieszkiwało 5101 osób, 566,8 os./km².

## Miasta partnerskie
- Bietigheim
- Police nad Metují
- Caumont-sur-Durance